# We Wish You a Merry Christmas
We Wish You a Merry Christmas è una tradizionale canzone natalizia. È uno dei più celebri canti natalizi che unisce in sé anche la celebrazione della festa profana del Capodanno. 
Ne esistono principalmente due versioni che differiscono leggermente.

## Testi delle canzoni

### Prima versione
We wish you a merry Christmas

We wish you a merry Christmas

We wish you a merry Christmas 

and a happy New Year!
Good tidings we bring

to you and your kin 

We wish you a merry Christmas

and a happy New Year!
Now bring us some figgy pudding

Now bring us some figgy pudding

Now bring us some figgy pudding

and bring some out here! 
We'd all like some figgy pudding

We'd all like some figgy pudding

We'd all like some figgy pudding

so and bring some out here!
Good tidings we bring

to you and your kin 

We wish you a merry Christmas

and a happy New Year!
We won't go until we get some,

We won't go until we get some,

We won't go until we get some,

so and bring some out here!
We wish you a merry Christmas

We wish you a merry Christmas

We wish you a merry Christmas

and a happy New Year!

### Seconda versione
We wish you a merry Christmas

We wish you a merry Christmas

We wish you a merry Christmas

and a happy New Year!
Good tidings to you,

where ever you are

Good tidings for Christmas

and a happy New Year!
Oh, bring us some figgy pudding

Oh, bring us some figgy pudding

Oh, bring us some figgy pudding

and a cup of good cheer.
We wish you a merry Christmas

We wish you a merry Christmas

We wish you a merry Christmas

and a happy New Year!
Good tidings to you,

where ever you are

Good tidings for Christmas

and a happy New Year!
We won't go until we get some,

We won't go until we get some,

We won't go until we get some,

so bring it right here!
We wish you a merry Christmas

We wish you a merry Christmas

We wish you a merry Christmas

and a happy New Year!

### Versione ulteriore
We want some lucky cookies

We want some lucky cookies

We want some lucky cookies

Please bring it right here
Una versione più recente ha anche modificato il testo includendo le seguenti strofe:
Be near or be far,

Where ever you are, 

We wish you a Merry Christmas 

and a Happy New Year!
For family, for friends,
 
For peace among men, 

We wish you a Merry Christmas 

and a Happy New Year!
The joy of his birth, 

brings peace upon earth, 

We wish you a Merry Christmas 

and a Happy New Year!
The young and the old, 

their stories are told, 

We wish you a Merry Christmas 

and a Happy New Year!

### Prima versione italiana
Auguri di buon Natale 
 
auguri di buon Natale 
 
auguri di buon Natale 
 
e felice anno nuovo!
Natale è già qui 

che felicità 

vi porti la gioia 

e la serenità
Portateci tanti dolci 

portateci tanti dolci 

portateci tanti dolci 

per la vostra allegria
Auguri di buon Natale 
 
auguri di buon Natale 
 
auguri di buon Natale 
 
e felice anno nuovo!
Festeggiamo tutti quanti 
 
festeggiamo tutti quanti 
 
festeggiamo tutti quanti 
 
per la vostra allegria
Auguri di buon Natale 
 
auguri di buon Natale 
 
auguri di buon Natale 
 
e felice anno nuovo!

### Seconda versione italiana
Auguri di buon Natale 

Auguri di buon Natale 

Auguri di buon Natale 

e buon anno a voi!
Auguri di gioia 

e prosperità, 

felice sia l'anno 

che presto verrà.
Portateci tanti dolci 

portateci tanti dolci 

portateci tanti dolci 

per la vostra allegria
Auguri di buon Natale 

Auguri di buon Natale 

Auguri di buon Natale 

e buon anno a voi!
Auguri di gioia 

e prosperità, 

felice sia l'anno 

che presto verrà.
Auguri di buon Natale 

Auguri di buon Natale 

Auguri di buon Natale 

e buon anno a voi!